# 湯加體育與國家奧林匹克委員會
湯加體育協會與國家奧林匹克委員會（Tonga Sports Association and National Olympic Committee）是湯加的體育部門及國家奧林匹克委員會。該組織成立於1963年，是國際奧委會和大洋洲國家奧林匹克委員會的成員。1984年，首次派員參加在美國阿特蘭大舉辦的夏季奧運會。
現時，湯加體育協會與國家奧林匹克委員會的總部設在首都努庫阿洛法，主席是Lady Joyce Robyn。

## 資料來源
1. ↑  .   [2014-03-19]. （原始内容存档于2017-02-27）.